# Conjunto Chappotín
Conjunto Chappottín, también conocido como Chappottín y sus Estrellas, es un conjunto son cubano de La Habana. El conjunto fue fundado entre 1950 y 1951, por el trompetista Félix Chappottín, el pianista Luis Lilí Martínez Griñán, el cantante Miguelito Cuní (Miguel Arcángel Cunill) y otros miembros del conjunto de Arsenio Rodríguez, que se disolvió parcialmente después de su partida a los Estados Unidos.  

## Historia
Los inicios de la banda se remonta a la década de 1940. Su fundador, Arsenio Rodríguez, fue uno de los líderes de banda más reconocidos del país con grandes influencias en el jazz latino y la música de salsa. Con su Conjunto, desprendido del septeto Boston, fue el primero en agregar instrumentos de caña y metal a una banda latina en ese momento. También fue en este Conjunto de Arsenio que se dieron varios aportes a los "tumbaos montuneros", a la conexión de elementos sones con los guaguancós (rumbas), así como aportaciones treseras y pianísticas.
Cuando Arsenio Rodríguez salió de Cuba en 1950 para someterse a una intervención oftalmológica en Nueva York, le entregó la dirección musical a su primer trompetista, Félix Chappottín. La banda pasó a llamarse Félix Chappottín y su Conjunto Todos Estrellas. Félix Chappottín dirigió la banda con éxito hasta el año de su muerte en 1983. 
Desde 1983 hasta la década de 1990 su hijo Ángel Chappottín Valdés fue el director musical. Desde entonces, el nieto de Félix Chappottín, Jesús Ángel Chappottín Coto, dirigió el Conjunto Chappottín junto con Miguelito Cuni Jr., cantante, percusionista e hijo del excantante principal Miguelito Cuní.

## Estilo
La banda se dedica al son tradicional con una variedad de elementos estilísticos diferentes como son montuno, guajira, guaracha, mambo, danzón, danzonette, charanga, afro-son, bembe, rumba cubana (compuesta por yambú, columbia y guaguancó) y chachachá. 
Con el grupo adicional de trompetas, Arsenio Rodríguez cambió el escenario tradicional de una banda sonora. Arsenio Rodríguez fue uno de los músicos cubanos más influyentes del siglo pasado y tuvo grandes influencias en el desarrollo de la salsa y el jazz latino. 
Bajo la dirección de Félix Chappottín, el sucesor de Arsenio Rodríguez y director musical de la banda durante más de 3 décadas, que a menudo fue comparado con Louis Armstrong, la banda ganó reputación internacional.

## Miembros

### Miembros fundadores
- Félix Chappottín : trompeta, líder
- Lilí Martínez : piano, arreglos
- Miguelito Cuní: voz principal
- Arturo "Alambre Dulce" Harvey: tres
- Sabino Peñalver: bajo
- Félix "Chocolate" Alfonso: congas
- Antolín Suárez "Papa Kila": bongos
- Pepín Vaillant: trompeta
- Aquilino Valdés: trompeta
- Cecilio Cerviz: trompeta
- Udalberto "Chicho" Fresneda: guitarra, voz
- Carlos Ramírez: guitarra, voz
- Conrado Cepero: voz
- René Álvarez: voz

## Discografía seleccionada
- 1992: Estrellas de Cuba
- 1993: Chappottín y su Conjunto
- 1993: Sabor Tropical
- 1995: Canta Miguelito Cuni
- 1995: Chappotín y sus Estrellas
- 1995: Serie de Oro
- 1997: Que Se Funan
- 1999: Señores del Son
- 1999: Mi hijo mi hijo mi hijo
- 2000: Seguimos Aquí Chappottineando
- 2001: Mariquitas y Chicharrones
- 2001: Havana Social Club
- 2002: La Guarapachanga
- 2003: Hijo, Boleros y Montuno Con Sabor a Quimbombo
- 2003: Una Nueva Generación
- 2006: Conjunto Chappottín y Sus Estrellas.
- 2007: Vuelven Los Señores Del Son

## Publicaciones
- Orovio, Helio (1992). "Diccionario de la Música Cubana". 2da. Edición. La Habana, Editorial Letras Cubanas.
- Orovio, Helio (2004). "Cuban Music from A to Z" Edition B&T, ISBN 0-8223-3212-4
- García, David (2006). "Arsenio Rodríguez and the Transnational Flows of Latin Popular Music [Arsenio Rodríguez y los flujos transnacionales de música popular latina]", Temple University Press